# Toutinegra-do-atlas

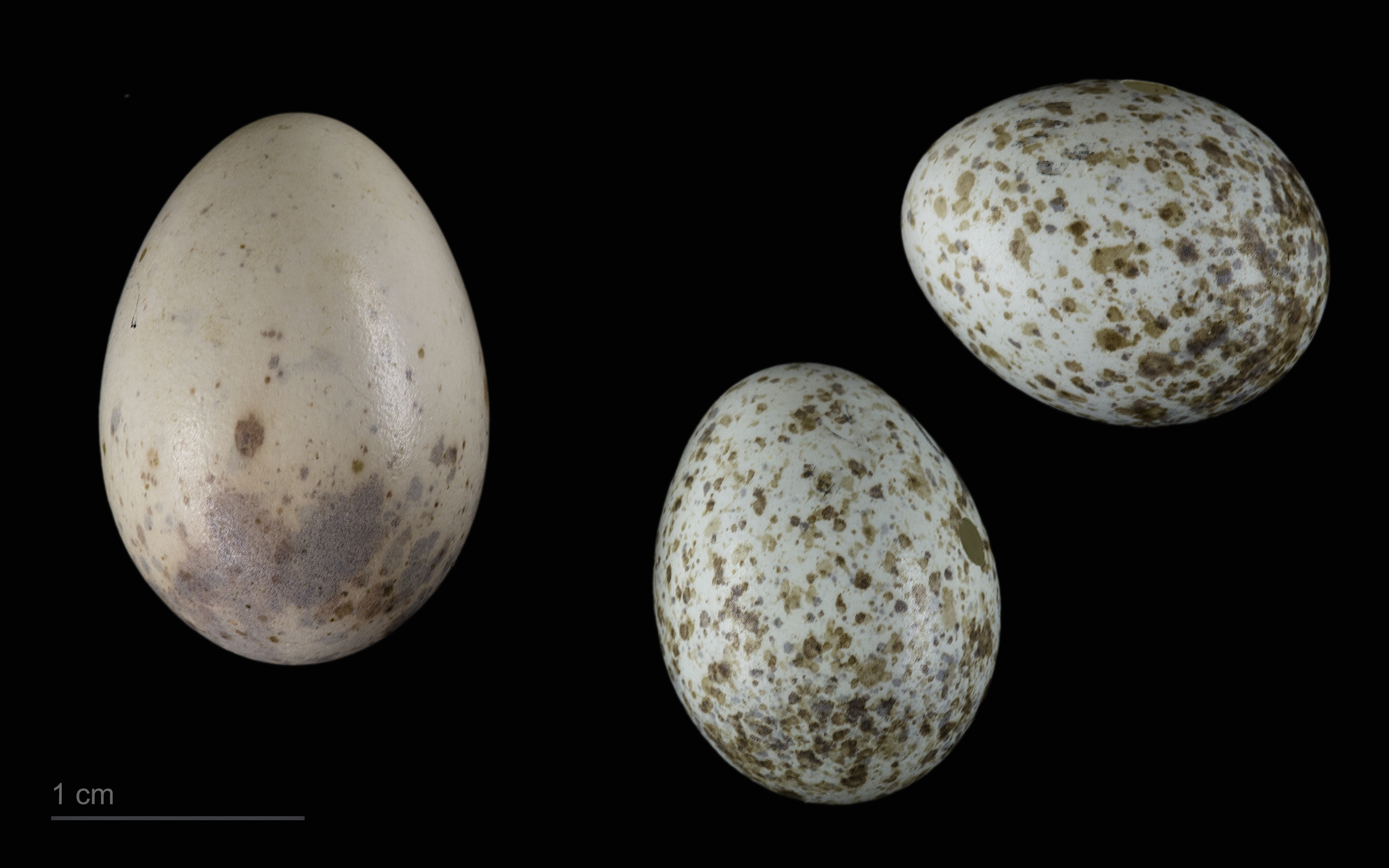
Cuculus canorus bangsi em um ninho de Sylvia deserticola - MHNT

A toutinegra-do-atlas (Curruca deserticola) é uma espécie de ave da família Sylviidae.
Pode ser encontrada nos seguintes países: Argélia, Líbia, Mauritânia, Marrocos, Tunísia e Saara Ocidental.
Os seus habitats naturais são: matagal árido tropical ou subtropical.